# 劉魯
劉魯（1536年—？），字希曾，河南彰德府安陽縣人，匠籍，明朝政治人物。

## 生平
隆慶元年（1567年）丁卯科河南鄉試第八名舉人，二年（1568年）中式戊辰科會試第三百三十五名，三甲第一百一十二名進士。授平陽府推官，萬曆三年（1575年）七月選授戶科給事中，累升湖廣左參議，十年正月升山東副使，十四年正月起復原職，十六年十月升陝西參政，二十四年二月降補山西副使，二十七年五月升山西右參政，二十九年十一月升按察使。

## 家族
曾祖劉釗；祖父劉泰；父劉仲，母張氏；繼母王氏；繼母崔氏。具慶下。兄劉愚。